# ターヴィ・ラーン
ターヴィ・ラーン（エストニア語: Taavi Rähn, 1981年5月16日 - ）は、エストニア、パルヌ出身の元サッカー選手。ポジションはDF・MF。

## 経歴
ユース時代はパルヌ・KEK、FCバプルス・パルヌ、パルヌ・JKと3つのクラブを渡り歩いた。
1999年、レールSKと契約しプロデビューを果たした。
2002年、エストニアの強豪FCフローラ・タリンへ移籍をしたが、出場した試合は僅か10試合に留まり、2003年ウクライナのFCヴォリン・ルーツィクに移籍した。ヴォルィーニでは主にボランチとして出場した。
その後はリトアニアのFKエクラナス・パネヴェジース、アゼルバイジャンのネフチ・バクーに移籍。
2010年6月、中国サッカー・スーパーリーグに所属する青島中能足球倶楽部のトライアルに参加をした。
2011年3月、中国サッカー・甲級リーグの天津松江足球倶楽部に移籍。
2013年1月、湖南湘涛足球倶楽部に移籍。

## 代表
- エストニア代表 2001-2014
  - 2001年6月2日 - FIFAワールドカップ予選のオランダ戦でA代表デビュー。
  - 代表通算74試合[1]。